# Kościół Znalezienia Krzyża Świętego w Radziejowie
Kościół Znalezienia Krzyża Świętego w Radziejowie – rzymskokatolicki kościół parafialny i klasztorny franciszkanów konwentualnych w Radziejowie, w powiecie radziejowskim, w województwie kujawsko-pomorskim. Należy do dekanatu radziejowskiego diecezji włocławskiej.

## Historia
W dniu 12 kwietnia 1298 roku książę brzesko-kujawski Władysław Łokietek ofiarował zakonowi braci mniejszych plac przy północno-wschodnim narożniku rynku w mieście, zobowiązując się do pokrycia kosztów planowanego w tym miejscu kościoła i klasztoru. Niestety ze względu na ówczesną sytuację w Polsce, budowa świątyni ruszyła ponad 30 lat później. Władysław Łokietek toczył walki o uzyskanie tytułu królewskiego oraz wojny z Krzyżakami, a to nie sprzyjało planowanej budowie. Dopiero pod koniec życia, po bitwie pod Płowcami, w dniu 27 września 1331 roku, gdy składał Bogu hołd za wygraną walkę, wybudował w mieście kościół pod wezwaniem Znalezienia Krzyża Świętego oraz klasztor i sprowadził tu z Krakowa zakon franciszkanów konwentualnych. Najstarszy zespół klasztorny był murowany, ale oprócz gotyckiego portalu świątyni i śladów ostrołukowych okien przy południowej elewacji prezbiterium, nie zachowały się do dziś żadne fragmenty pierwotnej architektury kościoła i klasztoru. Kompleks był wielokrotnie palony i rabowany, przez co utracił pierwotne cechy stylowe. Średniowieczny budynek klasztoru istniał niemalże przez 200 lat. Po pożarze około 1526 roku został ponownie wybudowany, ale tym razem był to budynek drewniany. W tym samym czasie kościół został gruntownie wyremontowany, zostały odbudowane ściany i założono nowy dach. Została wtedy wzniesiona wschodnia elewacja prezbiterium razem z półkolistą arkadą. W 1610 roku w czasie pożaru miasta, klasztor został niemal całkowicie spalony, a kościół został uszkodzony i musiał być wyremontowany. Dopiero w 1642 roku, gdy gwardianem klasztoru został wybrany o. Antoni Bądkowski, świątynia i drewniany klasztor zostały odbudowane, do najazdu przez Szwedów mieszkało w nim 24 franciszkanów. W 1657 roku zakonnicy opuścili miasto bojąc się zbliżających się Szwedów, którzy po wejściu do miasta spalili kompleks klasztorny. Razem z kościołem spalił się obiekt czczony przez mieszkańców miasta – cudowny obraz Matki Bożej. W 1658 roku nowym gwardianem został wybrany o. Baltazar Klonowicz. Przez sześć lat dzięki wsparciu mieszkańców odbudował prezbiterium i część klasztoru na dawnych fundamentach. Dzięki niemu, powiększony został również teren pod świątynią i klasztorem, natomiast całość plac przed klasztorem został ogrodzony. Zapewne w jego czasach został wybudowany szczyt nad prezbiterium zakończony tzw. ośli grzbietem. Następny gwardian radziejowskich zakonników o. Antoni Gniazdowski, odremontował spalony przez Szwedów korpus nawowy, został on oddzielony od prezbiterium łukiem tęczowym, a dach nad korpusem został pokryty gontem. Następny gwardian o. Zygmunt Cyrus kupił organy i wybudował ołtarz św. Rocha. W świątyni została położona ceglana posadzka, kościół został pokryty dachówką, natomiast zakrystia została zabezpieczona murowanym sklepieniem. Choć nie zostały odkryte żadne fragmenty podziemnego korytarza łączącego świątynię z istniejącym wtedy zamkiem, najprawdopodobniej ukryte przejście między dwoma budowlami rzeczywiście istniało. W 1704 roku Szwedzi ponownie spalili kompleks klasztorny zakonników. Przez około 40 lat franciszkanie nie mając środków finansowych na odbudowę, mieszkali w zniszczonym klasztorze i odprawiali nabożeństwa w kaplicy przy klasztorze. Świątynia została odbudowana w 1748 roku, dzięki funduszom starosty radziejowskiego Józefa Sokołowskiego, a w 1750 została zakończona budowa drewnianego klasztoru na rzucie trójkąta. Budynek klasztoru, nakryty był gontami i dzielił się na trzy części. W pierwszej, nad zakrystią, była umieszczona cela ojca kaznodziei, a poniżej, obok zakrystii, dwie inne cele. W części środkowej, drugiej, mieściły się: kuchnia, refektarz, dwa składziki i większa cela, zaś w trzeciej – cztery cele. Ówczesne budynki gospodarcze oraz mniejsze obiekty zakonne wybudowane z drewna, zostały ogrodzone płotem. Na skraju dzisiejszego ogrodu, na miejscu posiadłości tzw. Rusinowska, znajdował się browar należący do zakonników i studnia, z której czerpano wodę do warzenia bardzo mocnego piwa. W 1789 roku kolejny gwardian, o. Roch Szymański, rozpoczął budowę zachowanego do dziś murowanego klasztoru na planie litery L. Ogromne koszty tego przedsięwzięcia sprawiły, że nie wystarczyło pieniędzy na prace konserwacyjno-remontowe świątyni. Zostały one przeprowadzone dopiero w 1857 roku. Została wtedy wzniesiona neogotycka kruchta ulokowana między szkarpami od strony południowej. W ramach represji za pomoc udzielaną powstańcom styczniowym, rząd carski w 1864 skasował klasztor. Pozostał jednak o. Bonifacy Żórawski, który starał się utrzymać kościół w dobrym stanie. Po jego śmierci, od 1907 roku świątynia była zarządzana przez księży diecezjalnych. Gruntowny remont świątyni został przeprowadzony w latach 30. XX wieku przez księdza Jana Wieczorka-rektora świątyni i pofranciszkańskiego klasztoru. 29 sierpnia 1937 roku zakonnicy wrócili do miasta. Ale już w 1939 roku hitlerowcy usunęli franciszkanów, a klasztor został przez nich przeznaczony na kwaterę sztabu oficerskiego. W styczniu 1945 roku po raz kolejny zakonnicy wrócili do miasta. Ponieważ kule zniszczyły wieżę nad korpusem nawowym, natomiast pocisk artyleryjski uszkodził elewację ogrodową klasztoru, franciszkanie byli zmuszeni do przeprowadzenia szybkich prac remontowych. W 1968 roku, w czasie pożaru zakrystii, spaliły się dwie cele i przedwojenna posadzka w prezbiterium. Ta ostatnia została zastąpiona w 1980 roku dzisiejszą, marmurową posadzką. Z kolei w 2005 roku został odrestaurowany jeden z ołtarzy w świątyni, a w 2006 roku rozpoczęła się restauracja ołtarza z obrazem Matki Bożej Nieustającej Pomocy. W dniu 14 września 2014 roku biskup włocławski Wiesław Mering nadał świątyni tytuł Sanktuarium Matki Bożej Nieustającej Pomocy.

## Architektura
Kościół reprezentuje architekturę gotycką z późniejszymi przebudowami. Został wybudowany z cegły, na wysokim fundamencie z kamienia polnego. Posiada piwnice. Wybudowany na planie prostokąta z wyraźnie ukształtowanym prezbiterium, zamkniętym przez ścianę prostą, z dobudowanym od strony północnej klasztorem, na terenie którego mieści się zakrystia. Korpus świątyni to dwie nawy. Składa się z nawy głównej o czterech przęsłach i bocznej od strony południowej, wydzielonej podczas przebudowy w 1930 roku. Wnętrze nakryte jest przez sklepienie kryształowe, podparte przez filary między nawami a od strony północnej przez duże filary przyścienne, między którymi znajdują się wnęki na ołtarze. Tęcza prezbiterium zamknięta jest przez łuk ostry z uskokiem, tak samo jak zamknięte arkady ołtarzowe i między nawami. Nad tęczą umieszczony jest krucyfiks w stylu barokowym, wykonany na przełomie XVII i XVIII stulecia. Nawy posiadają poniżej okna podłużne zamknięte łukami pełnymi kolistymi, wyżej okrągłe w murach nadbudowanych w XVII stuleciu. Elewacja zachodnia posiada portal ostrołukowy z profilowanej cegły, w stylu gotyckim z XIV/XV stulecia. Kościół posiada prosty siodłowy dach, a cała budowla opięta jest przyporami. Od strony południowej między szkarpami jest umieszczona kruchta w stylu neogotyckim z napisem o odnowieniu kościoła oraz kartuszem herbowym biskupa Stanisława Zdzitowieckiego (1902-1927). Nad nawą, na dachu znajduje się ośmiokątna wieżyczka na sygnaturkę, posiadająca arkadowe przeźrocza, zakończona baniastym hełmem.

## Wyposażenie
Wyposażenie świątyni reprezentuje trzy style: późnorenesansowy, barokowy i rokokowy. Obok ołtarza głównego w kościele mieści się także pięć ołtarzy bocznych. Najcenniejszymi zabytkami są: ambona w stylu późnorenesansowym z około 1600 roku z baldachimem z XVIII stulecia, na którym znajduje się rzeźba świętego Franciszka, krucyfiks w stylu barokowym z XVII/XVIII stulecia znajdujący się nad tęczą prezbiterium, monstrancja w stylu wczesnobarokowym z XVII stulecia z cechą miejską Torunia i imienną DW, relikwiarz w stylu rokokowym z XIX stuleci i obraz Matki Bożej Nieustającej Pomocy z około 1898 roku.